# Ali Karimi
Mohammad Ali Karimi Pashaki (persiska محمد علی کریمی ), född 8 november 1978 är en iransk tidigare fotbollsspelare. Karimi spelade i Irans herrlandslag i fotboll från 1998 till 2004, då han värvades till Bayern München av lagets dåvarande tränare Felix Magath inför säsongen 2005/2006. Han skadades innan VM 2006 och kom därför aldrig att spela i turneringen. Karimi slutade som spelare våren 2014.

## Priser och utmärkelser
- 2004 - Asiens bästa spelare, från fotbollsförbundet Asian Football Confederation

## Meriter
- 104 A-landskamper/31 mål för Irans fotbollslandslag